# Tanz der Ritter
Tanz der Ritter, manchmal auch Montague und Capulet (nach den verfeindeten Adelsfamilien der Shakespeare-Tragödie) genannt, ist ein Stück aus dem Ballett Romeo und Julia von Sergei Sergejewitsch Prokofjew aus dem Jahr 1935. Der Tanz erscheint im ersten Akt als 13. Stück in der Ballszene, die zur Karnevalszeit im Haus der Familie Capulet stattfindet. Der Tanz der Ritter ist eines der bekanntesten Werke Prokofjews und auch Bestandteil seiner zweiten Suite op. 64ter nach Romeo und Julia aus dem Jahr 1936. Instrumentiert ist es für große Sinfonieorchester. Durch seinen düsteren Charakter war es immer auch ein attraktives Stück für Rockbands, auch der neueren Stilrichtung Metal. Teile dieser Musik kamen ebenfalls in Filmen zum Einsatz.

## Musikalische Struktur
In der Orchestersuite op. 64ter setzt Prokofjew vor den eigentlichen Tanz eine 16-taktige dramatische Folge einzelner ineinander übergehender Töne in teilweise unharmonischen Intervallen und Akkorden, die anschwellend bis fortissimo gespielt werden sollen. Es ist ein eindringliches minimalistisches Musikfragment mit der Metronomangabe  = 50, das die Spannung auf das Kommende erhöht. In der Ballettfassung ist dies die Nr. 7, Des Herzogs Befehl, die Waffen im Kampf der verfeindeten Parteien fallen zu lassen. Dann erscheint das dunkle erste Thema des Stücks, der eigentliche Tanz der Ritter. Prokofjew wählte für dieses erste Thema des Tanzes die Tonart e-Moll. Es hat einen düsteren Charakter, der durch die Begleitung, bestehend aus einem stampfenden ostinaten Bass, von Tuba und Posaunen in tiefsten Tonlagen gespielt, verstärkt wird. Die Melodie des Themas steigt und fällt in einer punktierten rhythmischen Tonfolge. Als Tempobezeichnung gibt der Komponist Allegro pesante (ital.: pesante = schwer) vor, in dem die Viertelnote im doppelten Tempo gespielt wird, also 100 Schläge pro Minute ( = 100). Die Lautstärke ist ein durchgehendes Forte. Das erste Thema erstreckt sich mit Wiederholungen über 46 ⁴/₄-Takte.
Das zweite Thema des Stücks ist mit Tanz der Damen überschrieben und steht im völligen Gegensatz zum ersten. Es ist anmutig, ruhig und zurückhaltend und weist nur 20 ³/₄-Takte auf. Hier ändert sich die Tonart in As und Es-Dur. Das Tempo ist nun ein sanftes Andante (langsam schreitend,  = 54). Als Tonstärke fordert der Komponist ein Piano, das sich gegen Ende des Themas zum Mezzopiano etwas steigert. Dann folgt zunächst leise die Überleitung zum ersten Thema, das sich langsam in zwölf Takten zum Fortissimo in einer Schlusskadenz mit allen Orchesterinstrumenten (tutti) steigert.
Gefolgt wird diese Wiederholung des ersten Themas von dem Tanz Julias mit Paris (mit Graf Paris soll Julia nach dem Willen ihrer Eltern verheiratet werden), dem dritten Thema des Stücks, das aus zwei musikalischen Motiven besteht, das erstere wird von einer solistischen Flöte gespielt, und ist ein kurzes Leitmotiv, das Julia bei ihren Auftritten begleitet. Sein trauriger, sehnsüchtiger Charakter zeigt, dass Julia nicht Paris liebt, sondern Romeo, den sie später auf dem Fest erkennt. Prokofjew sieht hier wieder die Tonart e-Moll, 16 tänzerische ³/₄-Takte und als Vortragsbezeichnung ein Poco più tranquillo (etwas ruhiger) vor. Dann folgt im ⁴/₄-Takt das zweite Motiv in G-Dur, von der Oboe gespielt, das etwas heiterer erscheint, um dann aber wieder in die erste traurige Taktfolge überzuleiten. Beendet wird dann der Tanz der Ritter durch das nun zunächst vom Solo-Saxophon gespielte Eingangsthema, das wieder in der rhythmisch an Beethovens Schicksalsmotiv aus seiner fünften Sinfonie erinnernden Schlusskadenz endet. Der Tanz der Ritter dauert, je nach Interpretation, in der Orchestersuite etwa fünfeinhalb Minuten. In Ballettinszenierungen wird meist mehr Zeit für die choreografische Umsetzung benötigt. So brauchte Rudolf Nurejew für seine Choreografie am Pariser Opernballett aus den 1980er Jahren über sechseinhalb Minuten.

## Instrumentierung
Das Ballett Romeo und Julia ist für großes romantisches Sinfonieorchester mit Tenorsaxophon, reichhaltigem Schlagzeug, Celesta und Klavier instrumentiert. Die von Prokofjew vorgesehene Besetzung besteht aus einer Streichergruppe mit
- ersten und zweiten Violinen
- Bratschen
- Viola d’amore (solistisch)
- Celli
- Kontrabässen

An Holzblasinstrumenten sind vorgesehen
- eine Piccoloflöte, zwei Querflöten
- zwei Oboen, ein Englischhorn
- zwei Klarinetten und Bassklarinette
- zwei Fagotte, ein Kontrafagott
- ein Tenorsaxophon

Blechbläser:
- ein Kornett, zwei Trompeten
- sechs Hörner
- drei Posaunen
- eine Tuba

Allein für die Schlaginstrumente sind sieben Musiker vorgesehen. Diese Gruppe besteht aus
- Pauken
- großer und kleiner Trommel
- Triangel
- Maracas
- Tamburin
- Becken
- Glocken
- Xylophon

Ergänzt wird das Orchester durch zwei Harfen, Celesta und Klavier.

## Adaptionen
1972 brachte die Komische Oper im damaligen Ostberlin eine Inszenierung des Prokofjew-Balletts Romeo und Julia heraus, die ganz im Sinne des sozialistischen Realismus konzipiert war und nicht als Ballett im Ambiente der Renaissance. So war in der Inszenierung von Tom Schilling der Konflikt der Shakespearetragödie nicht in der Feindschaft der beiden Familien angesiedelt, sondern in der Kollision der Liebenden mit den Regeln der feudalen Gesellschaft. Prokofjews Musik sollte in ihrer Brutalität demnach die Macht der damals herrschenden Klasse zum Ausdruck bringen.
Die Rockbands Deep Purple, Iron Maiden, Tears for Fears, Hollenthon (Lords of Bedlam), Necrophagist, The Smiths, Muse (HAARP – Live at Wembley), Robbie Williams (Single Party Like A Russian), Emerson, Lake and Palmer (Romeo and Juliet aus dem Album Black Moon) und andere nutzten die Musik für ihre Auftritte oder bearbeiteten sie zu Songs.
Aufgrund seiner Popularität taucht das Prokofjew-Stück Montagues and Capulets in verschiedenen Filmen und Serien auf. 1990 verwendete der Werbefilmregisseur Jean-Paul Goude die Musik in einem Werbespot für das Herrenparfüm Egoïste von Chanel.

## Hörprobe
- Aufführung des nationalen kanadischen Jugendorchesters im Jahr 2012